# Norma internacional per descriure institucions que custodien fons d'arxiu
ISDIAH és l'acrònim en anglès d'International Standard for Describing Institutions with Archival Holdings (Norma internacional per descriure institucions que custodien fons d'arxiu), una norma de descripció arxivística publicada pel Consell Internacional d'Arxius (CIA) el 2008.

## Origen
La ISDIAH, és una de les quatre grans normes de descripció arxivística i la darrera en desenvolupar-se, després de l'ISAD(G) (1994, 2a ed. 1989), ISAAR(CPF) (1996, 2a ed. 2004) i la ISDF (2007). La ISDIAH va començar a elaborar-se per membres del Comitè del CIA sobre Bones Pràctiques i Normes que van desenvolupar-la i treballar en la seva confecció des de 2004, abans de publicar-se la primera edició el 2008. El 2007 es va crear una versió prèvia o esborrany, anomenada ISIAH, International Standard for Institutions with Archival Holdings, que finalment acabaria convertint-se en la ISDIAH. Durant la seva confecció, la guia d'intercanvi d'informació general sobre els centres custodis de documentació EAG i el mateix Cens Guia d'Arxius d'Espanya i Iberoamèrica van esdevenir models essencials utilitzats en l'elaboració d'aquesta norma internacional. Després de la publicació de ISDIAH, i a partir del 2011, EAG i el Cens Guia es van estructurar de manera totalment consistent amb ISDIAH.

## Objectiu
La ISDIAH proporciona les regles generals per a la normalització de la descripció d'institucions que conserven fons d'arxiu, proporcionant directrius pràctiques per identificar i contactar amb les institucions que detenen els fons d'arxiu, creant directoris d'institucions que custodien fons arxivístics i el patrimoni cultural en l'àmbit regional, nacional o internacional, i produint estadístiques sobre les institucions que conserven documents d'arxiu. La norma té com a objectiu la descripció de qualsevol institució encarregada de conservar documents d'arxiu, sense destacar com a prioritaris als arxius.

## Estructura
La seva estructura està formada per vint-i-nou elements que s'agrupen en sis àrees d'informació:
- Àrea d'identificació, amb la informació que identifica unívocament a la institució dels fons d'arxiu descrit, definint un punt d'accés normalitzat
- Àrea de contacte, amb la informació de contacte de la institució dels fons d'arxiu descrits
- Àrea de descripció, amb informació de caràcter històric de la institució del fons d'arxiu descrit, la seva estructura i política d'ingressos, etc.
- Àrea d'accés, amb les dades sobre l'accés a la institució dels fons d'arxiu descrit, horari d'obertura al públic, accés lliure o restringit, etc.
- Àrea de serveis, amb la informació necessària relativa als serveis tècnics que la institució dels fons d'arxiu ofereix
- Àrea de control amb identificació unívoca de la descripció de la institució dels fons d'arxiu i la informació necessària sobre com, quan i qui va crear i actualitzar la descripció